# Élection de Saint-Florentin
L'Élection de Saint-Florentin est l'une des vingt-deux divisions de la généralité de Paris sous l'Ancien Régime.

## Description

### Paroisses et terres de l'élection de Saint-Florentin[1]
Elle se composait de :
- Auxon,
- Avreuil,
- Bernon,
- Bérulle,
- Chessy,
- Coursan,
- Courtaoult,
- Les Croûtes,
- Davrey,
- Eaux-Puiseaux,
- Ervy,
- Lignières,
- Montfey,
- Montigny-les-Monts,
- Racines,
- Turgy,
- Vanlay,
- Vosnon

...

### Sources
- Atlas de la généralité de Paris au XVIIIe siècle : un paysage retrouvé, Mireille Touzery, 1998,  (ISBN 978-2110871695).
- Alphonse Roserot, Dictionnaire historique de la Champagne..., Langres, 1942, p50.